# Csoma Judit
Csoma Judit (Kolozsvár, 1952. október 14. –) Jászai Mari-díjas magyar színésznő.

## Életpályája
Középiskoláit a kolozsvári 3. sz. Líceumban (jelenleg Apáczai Csere János Elméleti Líceum) végezte 1971-ben.
1975-ben végzett a Szentgyörgyi István Színművészeti Főiskolán. 1975-től öt évig a nagyváradi Állami Színház magyar társulatának tagja volt. 1981-1988 között a debreceni Csokonai Színház színművésze volt. 1988-1992 között a Miskolci Nemzeti Színházban lépett fel. 1992-től egy évadot a Szegedi Nemzeti Színházban töltött. 1993-2001 között a nyíregyházi Móricz Zsigmond Színház művésznője volt. 2001-2003 között a Bárka Színházban játszott.
A Budapesti Katona József Színházban, 2004-ben bemutatott, nemzetközi sikert aratott Ivanov című darabjában, vendégként Zinaida szerepét osztották rá.
2003 és 2009 között a Nemzeti Színház sokat foglalkoztatott művésze volt. Ezt követően, a Tartuffe című darabban megtarthatta szerepét.
2013-ban a "Katona" Sufni játszóhelyén mutatta be, Dan Lungu-Török Tamara: Egy komcsi nyanya vagyok! című monodrámáját.

## Színházi szerepei
A Színházi Adattárban regisztrált bemutatóinak száma: 60.
- Bródy Sándor: A medikus....Borcsa
- Móricz Zsigmond: Kivilágos kivirradtig....Aradiné
- Dékány Endre: Csirkefogók....Ramirez
- Karinthy Ferenc: Bösendorfer....
- William Shakespeare: Lear király....Goneril
- Shaffer: Black comedy (Játék a sötétben)....Clea
- Tamási Áron: Ördögölő Józsiás....Bambucz
- William Shakespeare: Tévedések vígjátéka....Adriana
- Háy Gyula: Tiszazug....Zsófi
- Vasziljev: Csendesek a hajnalok....Rita Oszjanyina tizedes
- Carlo Goldoni: Két úr szolgája....Smeraldina
- Kocsis István: Jászai Mari (A megkoszorúzott)....Jászai Mari
- Tóth-Máthé Miklós: A fekete ember....Dorka
- Dosztojevszkij: A Karamazov testvérek....Katyerina Ivanovna
- Huszka-Strauss: Mária főhadnagy....Panni
- Mark Twain: Tom Sawyer mint detektív....Kate
- Brecht–Weill: Koldusopera....Kocsma Jenny
- Carlo Goldoni: Csetepaté Chioggiában....Lucietta
- Arden: Gyöngyélet....Rachel
- Galin: A lelátó....Sura Podrezova
- William Shakespeare: Macbeth....Lady Macbeth; Lady Macduff
- Ibsen: Kísértetek....Helene Alving
- Csehov: Sirály....Polina; Arkagyina
- Molière: Úrhatnám polgár....Jourdainné
- William Shakespeare: Othello....Emilia
- Jókai Mór: Itt a vége, pedig milyen unalmas napnak indult....Lady Milton
- Hauptmann: A bunda....Wolffné
- Fodor László: Érettségi....Szalay Klotild
- Dürrenmatt: Ötödik Frank....Ottilia
- Harley: Ismerősök....Valery
- Williams: A vágy villamosa....Blanche
- William Shakespeare: Hamlet....Gertrud
- Hauptmann: Naplemente előtt....Paula
- Brecht: Krétakör....Az Újjáépítési Bizottság szakértője
- Lőrinczy Attila: Balta a fejbe....Erzsébet
- Strauss: A viszontlátás trilógiája...Susanne
- Molière: Tartuffe....Dorine; Pernelle asszony
- Erdman: A mandátum....Nagyezsda Petrovna
- Keroul-Barré: Léni néni....
- Egressy Zoltán: Kék, kék, kék....Tera
- Mohácsi: A vészmadár - avagy hamar munka ritkán jó....Gröber Vera
- Szigligeti-Spiró: Fogadó a Nagy Kátyúhoz....Kamilla
- Harold Pinter: Holdfény....Bel
- Bartis Attila: Anyám, Kleopátra!....Jordán Éva
- Carr: A macskalápon....Macskanő
- Verebes István: Várva....
- Erdman: Az öngyilkos....Első öregasszony a temetőben
- Ödön von Horváth: Mesél a bécsi erdő....Anya
- Dosztojevszkij: Ördögök....
- Hamvas-Spiró: Szilveszter....Margherita
- Euripidész: Oresztész....
- Kacsóh Pongrác: János vitéz....A gonosz mostoha
- Karinthy-Konter: Minden ugyanúgy van....
- Szép Ernő: Isten madárkái....
- Presznyakov: Cserenadrág....Anya; Uszodai dolgozónő

## Filmográfiája
- Az én nevem Jimmy (1987)
- Gyilkosság két tételben (1988) – Drabekné
- Kisváros (1994–2001) – Tülkös százados
- Itt a vége, pedig milyen unalmas napnak indult (1995; tévéfilm) – Lady Milton
- Nekem lámpást adott kezembe az Úr Pesten (1999)
- Passzport (2000)
- Anyád! A szúnyogok (2000)
- Paszport (2001) – Lila tréninges nő
- A fény ösvényei (2005) – Bírónő
- Csodálatos vadállatok (2005; tévéfilm) – Fogorvos
- Fekete fehér (2006; tévéfilm) – Rutkay bírónõ
- Nincs kegyelem (2006)
- Tűzvonalban (2007–2010) – Herceg
- Kire ütött ez a gyerek? (2007) – Barát a partinál
- Munkaügyek (2016–2017) – Tóthné Tomán Ildikó
- Tóth János (2017–2018) – Tóthné Tomán Ildikó
- Becsúszó szerelem (2021) – Bírónő
- Boszorkányház (2022) – Burkás boszorkány
- A Király (2022–2023) – Anna néni
- Szelfi Egyetem (2023) – Rektor asszony
- Pokoli rokonok (2025) – Fejes Johanna

Szinkron
- Álmok útján (Crossroads) [2002]: Caroline (Kim Cattrall) (magyar szinkron, 2002)

## Díjai
- Debrecen város nívódíja (1986)
- Miskolc város nívódíja (1991)
- Nyíregyháza város nívódíja (1996–1997)
- A színikritikusok díja (1997)
- Móricz-gyűrű (2000)
- Jászai Mari-díj (2000)